# Béatrice de Sicile (1326-1365)
Pour les articles homonymes, voir Béatrice de Sicile.
Béatrice de Sicile (5 septembre 1326 – 12 octobre 1365) est la fille de Pierre II de Sicile et d'Élisabeth de Carinthie. Elle vient de la maison d'Aragon.

## Famille
Béatrice est la troisième de huit enfants, tous vivant jusqu'à l'âge adulte, sauf une sœur, Violente. Les frères et sœurs de Béatrice comprenaient : Frédéric III le Simple, Euphémie, Constance (les deux régents de Sicile), Éléonore, épouse de Pierre IV d'Aragon, Louis de Sicile et Blanche, comtesse d'Ampuries.
Les grands-parents paternels de Béatrice sont Frédéric III de Sicile et Éléonore d'Anjou, fille de Charles II de Naples et de Marie de Hongrie ; ses grands-parents maternels sont Otto III de Carinthie et sa femme Euphemia de Legnica, fille de Henri V, duc de Legnica et d'Élisabeth de Kalisz.

## Biographie
Les parents de Béatrice résidaient à Palerme, où Béatrice est probablement née.
En 1345, Béatrice épouse Robert II, comte palatin du Rhin de la maison de Wittelsbach. Leur mariage requit une dispense papale. Robert soutenait activement son oncle, le prince électeur Robert Ier, auprès du gouvernement du Palatinat et était constamment en déplacement. La belle-mère de Béatrice, Ermengarde d'Oettingen, vivait comme religieuse dans le couvent de Liebenau près de Worms où Béatrice passe beaucoup de temps lors des absences de son mari. Sa tante, Marguerite de Sicile, épouse en 1348 Rodolphe II du Palatinat, l'oncle de Robert II.
Sept enfants sont issus de cette union : 
1. Anne (de) (1346 – 30 novembre 1415), mariée en 1363 avec le duc Guillaume II de Berg
2. Frédéric (1347 – vers 1395)
3. Jean (1349 – vers 1395)
4. Mathilde (né en 1350), marié avec Landgrave Sigost de Leuchtenberg
5. Élisabeth (vers 1351 – 1360)
6. Robert d'Allemagne (1352–1410)
7. Adolphe (1355 – 1ᵉʳ mai 1358)

Béatrice meurt en 1365, avant même la mort de l'oncle de son mari, Robert Ier. En effet, lorsque Robert devient électeur à la mort de son oncle en 1390, Béatrice était morte depuis vingt-cinq ans. Elle est enterrée dans le monastère cistercien de l'Schönau près de Heidelberg. La maison de Wittelsbach fonda la collégiale en mémoire de Béatrice.